# Památník Lidicím

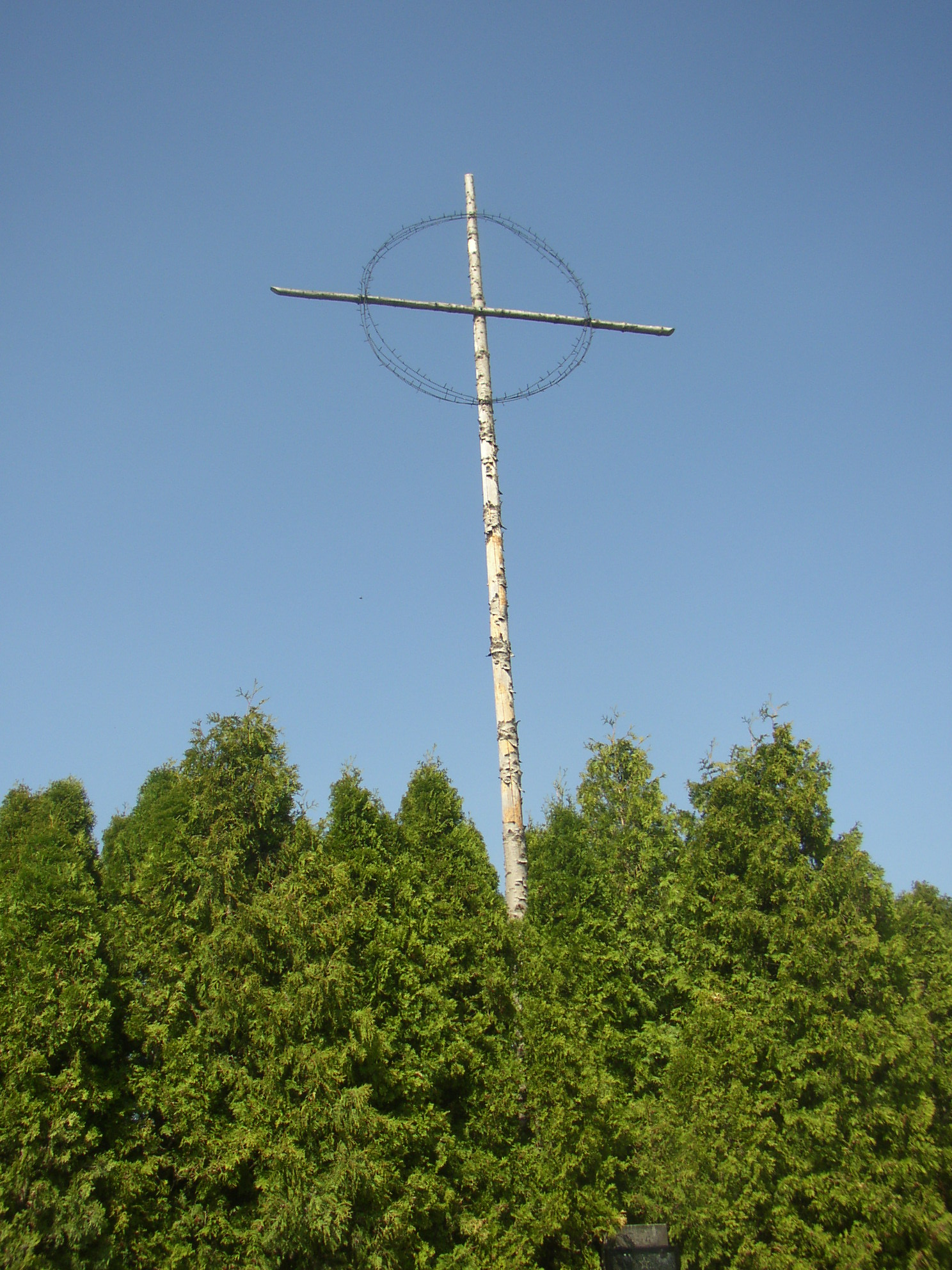
Symbol Lidic

Památník Lidicím (anglicky Memorial to Lidice) je zhruba osmiminutová orchestrální skladba pro symfonický orchestr, věnovaná jako pietní hold obětem nacistické okupace v Československu. Dílo dokomponoval v americkém exilu 3. 8. 1943, podle katalogu Harryho Halbreicha nese číslo H. 296.

## Co předcházelo
27. května 1942 byl proveden atentát na zastupujícího říšského protektora Reinharda Heydricha, příslušníka SS, kterého dosadil v průběhu 2. světové války do čela Protektorátu Čechy a Morava Adolf Hitler. Atentát byl sice úspěšný, ale vyvolal odvetnou represi, při níž zahynulo nejméně 2000 lidí. K nim se řadí i obyvatelé středočeské obce Lidice, která byla v noci z 9. na 10. června vypálena a téměř všichni její obyvatelé zlikvidováni. Jméno Lidice se rychle rozšířilo po celém světě jako symbol nacistické krutosti.

## Vznik skladby
V roce 1942 vyzval Americký svaz skladatelů řadu skladatelů, aby složili skladbu inspirovanou válečným děním. Téměř současně česká exilová vláda v Londýně požádala české skladatele o přípravu nové národní hymny a o pamětní dílo, které bude navždy válku připomínat. Bohuslav Martinů na tyto požadavky reagoval zhruba osmiminutovou orchestrální skladbou, kterou dokončil 3. srpna 1943. Podle vzpomínek Miloše Šafránka, tehdejšího českého diplomata v Paříži, tato skladba měla být střední větou plánovaného triptychu, k jehož složení již nedošlo.
Symfonická věta svým pojetím vytvářející tragickou náladu je rozčleněna do tří části: Adagio, kratší a mírné Andante a opětovné Adagio. První Adagio hudbou popisuje chmurný ráz události a ozývá se v něm i citace Svatováclavského chorálu, kterou Martinů použil několikrát. Andante moderato znázorňuje sebevědomí a odpor proti útlaku. S návratem Adagia je břesknou hudbou vyjádřen skutečný vzdor podepřený úvodními čtyřmi tóny Beethovenovy 5. symfonie. Poté se hudební tok ztišuje, vyjadřuje smutek nad ztracenými životy tolika lidí. 
Ve svých poznámkách autor dílo popsal jako „náboženský chorál, vystavěný na konturách modlitby a odezvy“.

## Uvedení skladby
Skladba měla svou premiéru 28. října 1943 na slavnostním koncertu v Carnegie Hall v New Yorku. Uvedla ji Newyorská filharmonie za řízení dirigenta polského původu Artura Rodzińského. Památník Lidicím, který celý koncert zahajoval, přispěl k úspěchu koncertu, který byl opakován po další tři dny. Úřady Spojených států vytvořily nahrávku tohoto díla pro exkluzivní vysílání v zahraničí. Skladba se tehdy stala symbolem odporu proti fašismu a.
Dalšího uvedení se dočkalo dílo na dvou koncertech v New Yorku opět pod taktovkou Artura Rodzińského na závěr roku 1943. První uvedení tohoto díla v Československu bylo 14. března 1946, v předvečer sedmého výročí vstupu německých vojsk do Československa. Provedeno bylo Českou filharmonií pod taktovkou Rafaela Kubelíka.